# (6578) Zapesotskij
(6578) Zapesotskij est un astéroïde de la ceinture principale.

## Description
(6578) Zapesotskij est un astéroïde de la ceinture principale. Il fut découvert le 13 octobre 1980 à Naoutchnyï par Tamara Smirnova. Il présente une orbite caractérisée par un demi-grand axe de 2,42 UA, une excentricité de 0,19 et une inclinaison de 3,6° par rapport à l'écliptique.

## Compléments